# Petalolophus megalopus
Petalolophus es un género monotípico de plantas fanerógamas con una especie perteneciente a la familia de las anonáceas. Su única especie: Petalolophus megalopus, es nativa de Nueva Guinea.

## Taxonomía
Petalolophus megalopus fue descrita por Karl Moritz Schumann y publicado en Nachträge zur Flora der Deutschen Schutzgebiete in der Südsee 265. 1905.